# Karl-Heinz Manegold
Karl-Heinz Manegold (* 18. April 1930; † 6. November 2021) war ein deutscher Historiker.
Karl-Heinz Manegold lehrte bis ins Jahr 1996 an der Gottfried Wilhelm Leibniz Universität Hannover als Universitätsprofessor am Historischen Seminar der Philosophischen Fakultät. 
Manegold war von 1982 bis 2006 Mitglied des Kreistags und von 1996 bis 2001 des Stadtrats von Göttingen für die CDU.

## Schriften (Auswahl)
- Hrsg.: Stimmen im Kreis. Eine Anthologie. Mecke, Duderstadt 1994, ISBN 3-923453-58-2.
- Goetze. 100 Jahre Unternehmensgeschichte. Econ, Düsseldorf 1987, ISBN 3-430-16263-7.
- Hrsg.: Die Encyclopédie des Denis Diderot. Eine Auswahl. Harenberg, Dortmund 1983, ISBN 3-88379-389-2.
- Universität, technische Hochschule und Industrie. Ein Beitrag zur Emanzipation der Technik im 19. Jahrhundert unter besonderer Berücksichtigung der Bestrebungen Felix Kleins (= Schriften zur Wirtschafts- und Sozialgeschichte. Bd. 16). Duncker & Humblot, Berlin 1970, ISBN 978-3-428-42053-7.
- Hrsg.: Wissenschaft, Wirtschaft und Technik. Studien zur Geschichte. Wilhelm Treue zum 60. Geburtstag. Bruckmann, München 1969, ISBN 3-7654-1367-4.
- Hrsg. mit Wilhelm Treue: Quellen zur Geschichte der industriellen Revolution. Musterschmidt, Göttingen 1966, 2., veränd. u. erw. Aufl. 1979, ISBN 3-7881-1222-0.